# プラスキ・ヤンキース
プラスキ・ヤンキース（Pulaski Yankees）は、アメリカ合衆国バージニア州プラスキ郡プラスキにあったプロ野球チーム。MLBの ニューヨーク・ヤンキース傘下チームとして活動してきたが、2020年に解散した。

## 歴史
1942年、Cクラス・バージニアリーグの「ハリソンバーグ・タークス」がバージニア州プラスキ郡プラスキへ移転し、「プラスキ・カウンツ」へ改名。しかしこの年限りでバージニアリーグが解散となったため、チームも消滅した。
1946年、4年ぶりに「プラスキ・カウンツ」が復活し、Dクラス・アパラチアンリーグに加盟した。
1947年からブルックリン・ドジャースと提携を開始。
1948年は初のリーグ優勝を果たした。
1950年にドジャースとの提携を解消した。
1951年は活動を休止し、1952年にフィラデルフィア・フィリーズの傘下チームとして復活。チーム名を「プラスキ・フィリーズ」へ改名した。
1956年に再び活動を休止。1957年にシカゴ・カブス傘下チームとして復活。チーム名を「プラスキ・カブス」へ改名。
1959年に4度目の活動休止となった。
1969年、フィリーズ傘下の「プラスキ・フィリーズ」として11年ぶりに復活した。
1978年、5度目の活動休止となり、1982年にアトランタ・ブレーブスとの提携で「プラスキ・ブレーブス」として復活。
1993年、14年間続いたブレーブスとの提携が終了し、活動休止となった。
1997年、テキサス・レンジャーズの傘下チームとして「プラスキ・レンジャーズ」を創設。
2002年限りでレンジャーズとの契約が終了し、オフにトロント・ブルージェイズと提携を開始。「プラスキ・ブルージェイズ」へ改名した。
2006年にブルージェイズとの契約が終了し、活動休止となった。
2007年12月21日にマリナーズと提携を結び、「プラスキ・マリナーズ」として活動を再開した。
2008年9月9日にマリナーズと2年契約を結んだ。
2010年9月1日にマリナーズと2年契約で契約を延長した。
2012年9月14日にマリナーズと2年契約で契約を延長した。
2014年9月9日にニューヨーク・ヤンキースと提携を開始することが発表された。
2020年11月、マイナーリーグの組織再編に伴い、ヤンキースとの提携関係が終了することになり、またアパラチアンリーグが大学野球リーグとして再出発することになったため、チームは解散することになった。
なお2021年に、アパラチアンリーグで活動する学生野球チーム「プラスキ・リバータートルズ」が跡地に誕生したが、直接の関係はない。

## 主な過去所属選手
- アーロン・ハラング (レンジャーズ、1999年)
- C.J.ウィルソン (レンジャーズ、2001年)
- キャメロン・ロー (レンジャーズ、2002年)
- ジェシー・リッチ (ブルージェイズ、2005年)
- トラビス・スナイダー (ブルージェイズ、2006年)
- ブランドン・マウラー (マリナーズ、2009年)
- アンソニー・バスケス (マリナーズ、2009年)
- ロエニス・エリアス (マリナーズ、2011年)

## 年度別成績
| 年                       | 勝敗     | 順位      | 監督                 | ポストシーズン |      |
| ------------------------ | -------- | --------- | -------------------- | -------------- | ---- |
| プラスキ・レンジャーズ   |          |           |                      |                |      |
| 1997                     | 43勝25敗 | 東地区1位 | フリオ・クルーズ     | 決勝敗退       |      |
| 1998                     | 29勝37敗 | 東地区3位 | ブルース・クラブ     | -              |      |
| 1999                     | 48勝21敗 | 東地区1位 | ブルース・クラブ     | 決勝敗退       |      |
| 2000                     | 40勝28敗 | 東地区2位 | ブルース・クラブ     | -              |      |
| 2001                     | 38勝30敗 | 東地区3位 | ブルース・クラブ     | -              |      |
| 2002                     | 34勝32敗 | 東地区3位 | ペドロ・ロペス       | -              |      |
| プラスキ・ブルージェイズ |          |           |                      |                |      |
| 2003                     | 38勝29敗 | 東地区2位 | ポール・エリオット   | -              |      |
| 2004                     | 40勝27敗 | 東地区2位 | ゲイリー・カスカート | -              |      |
| 2005                     | 34勝33敗 | 東地区3位 | デーブ・パーノ       | -              |      |
| 2006                     | 35勝33敗 | 東地区2位 | デーブ・パーノ       | -              |      |
| プラスキ・マリナーズ     |          |           |                      |                |      |
| 2008                     | 40勝27敗 | 東地区1位 | ロブ・ムンマウ       | 決勝敗退       |      |
| 2009                     | 28勝36敗 | 東地区1位 | ホセ・モレノ         | -              |      |
| 2010                     | 37勝28敗 | 東地区1位 | エディ・メンチャーカ | 準決勝敗退     |      |
| 2011                     | 32勝36敗 | 東地区3位 | ロブ・ムンマウ       | -              |      |
| 2012                     | 29勝38敗 | 東地区5位 | ホセ・モレノ         | -              |      |
| 2013                     | 41勝27敗 | 東地区1位 | クリス・プリエト     | リーグ優勝     |      |
| 2014                     | 36勝30敗 | 東地区3位 | ロブ・ムンマウ       | -              |      |
| プラスキ・ヤンキース     |          |           |                      |                |      |
| 2015                     | 45勝23敗 | 東地区1位 | トニー・フランクリン | 決勝敗退       |      |
| 2016                     | 29勝37敗 | 東地区5位 | トニー・フランクリン | -              |      |
| 2017                     | 41勝26敗 | 東地区2位 | ルー・ドランテ       | 決勝敗退       |      |
| 2018                     | 32勝36敗 | 東地区4位 | ニック・オーティス   | -              |      |
| 2019                     | 42勝26敗 | 東地区1位 | ルー・ドランテ       | 準決勝敗退     |      |
| 2020                     | 中止     | 中止      | 中止                 | 中止           | 中止 |